# Mangala – Indische Liebe und Leidenschaft
Aan (Hindi: आन, ān; Urdu: آن; übersetzt: Stolz) ist ein Hindi-Film von Mehboob Khan aus dem Jahr 1952.

## Handlung
Jai Tilak gehört der nordindischen Rajputenkaste an und ist von Beruf Bauer. Seine Loyalität gegenüber dem Maharaja ist dessen Kindern, dem Cadillac-fahrenden Prinz Shamsher Singh und der stolzen Prinzessin Rajshree, ein Dorn im Auge.
Bei einem feierlichen Wettkampf legt sich Jai mit Shamsher an und weckt dabei die Aufmerksamkeit der schönen aber stolzen Rajshree.
Als Shamsher seinen Vater, den Maharaja, stürzen will, da er ihn nicht als Thronfolger ansieht und die Demokratie bevorzugt, flieht der Maharaja nach England. Derweil versucht Jai Rajshree zu "zähmen" und ihre Liebe zu gewinnen. Dies ist wiederum der Farmerin und Jais Kindheitsfreundin Mangala ein Dorn im Auge, die schon lange in ihn verliebt ist.
Shamsher, der an Mangala interessiert ist, kidnappt sie und hält sie bei sich gefangen. Doch lange hält Mangala dies nicht aus und setzt ihrem Leben mit einer Flasche Gift ein Ende.
Als Vergeltung entführt Jai die Prinzessin. Und tatsächlich lässt sich Rajshree zähmen und verliebt sich in Jai.
Zu aller Überraschung kommt die Nachricht auf, dass der Maharaja noch am Leben ist. Nun bringen Jai, Rajshree und das ganze Rajputenvolk den alten König wieder auf den Thron, indem sie Shamsher besiegen.

## Musik
| Liedtitel                   | Sänger                          |
| --------------------------- | ------------------------------- |
| Mohabbat Choome Jinke Haath | Mohammad Rafi                   |
| Dil Mein Chhupake Pyar Ka   | Mohammad Rafi                   |
| Maan Mera Ehsaan Are Nadaan | Mohammad Rafi                   |
| Aag Lagi Tan Man Mein       | Shamshad Begum                  |
| Tujhe Kho Diya Hamne        | Lata Mangeshkar                 |
| Aaj Mere Man Mein           | Lata Mangeshkar                 |
| Mein Rani Hoon Raja Ki      | Shamshad Begum                  |
| Gao Tarane Manke            | Lata Mangeshkar, Mohammad Rafi  |
| Khelo Raang Hamare Sang     | Lata Mangeshkar, Shamshad Begum |
| Takra Gaya Tumse            | Mohammad Rafi                   |

Die Liedtexte schrieb Shakeel Badayuni.

## Sonstiges
Aan ist Mehboob Khans erster Farbfilm. Er wurde auf 16-mm-Gevacolour aufgenommen und auf Technicolor übertragen. Szenenbildner dieses Films war M. R. Achrekar.
Es ist der erste Hindi-Film, der in tamilischer Sprache synchronisiert wurde. Er gehört zu den ersten Filmen Khans, die auch im Ausland weite Verbreitung fanden. Die 1954 geschaffene französische Synchronfassung ist nur 105 Minuten lang. Die deutsche Fassung des Films, die ohne die üblichen Musiknummern unter dem Namen Mangala – Indische Liebe und Leidenschaft erschien, ist nur 82 Minuten lang.